# Chenevelles
Chenevelles ist eine französische Gemeinde mit 442 Einwohnern (Stand: 1. Januar 2022) im Département Vienne in der Region Nouvelle-Aquitaine (vor 2016: Poitou-Charentes); sie gehört zum Arrondissement Châtellerault und zum Kanton Châtellerault-3 (bis 2015: Kanton Pleumartin). Die Einwohner werden Chenevellais genannt.

## Lage
Chenevelles liegt etwa 13 Kilometer südöstlich von Châtellerault. Nachbargemeinden von Chenevelles sind Senillé-Saint-Sauveur im Norden und Nordwesten, Leigné-les-Bois im Norden und Nordosten, Pleumartin im Osten, Archigny im Süden sowie Monthoiron im Westen.

## Bevölkerungsentwicklung
| Jahr                      | 1962 | 1968 | 1975 | 1982 | 1990 | 1999 | 2006 | 2013 |
| Einwohner                 | 556  | 498  | 417  | 394  | 393  | 406  | 419  | 478  |
| Quelle: Cassini und INSEE |      |      |      |      |      |      |      |      |

## Sehenswürdigkeiten
- Kirche Saint-Remy aus dem 12. Jahrhundert, seit 1922 Monument historique

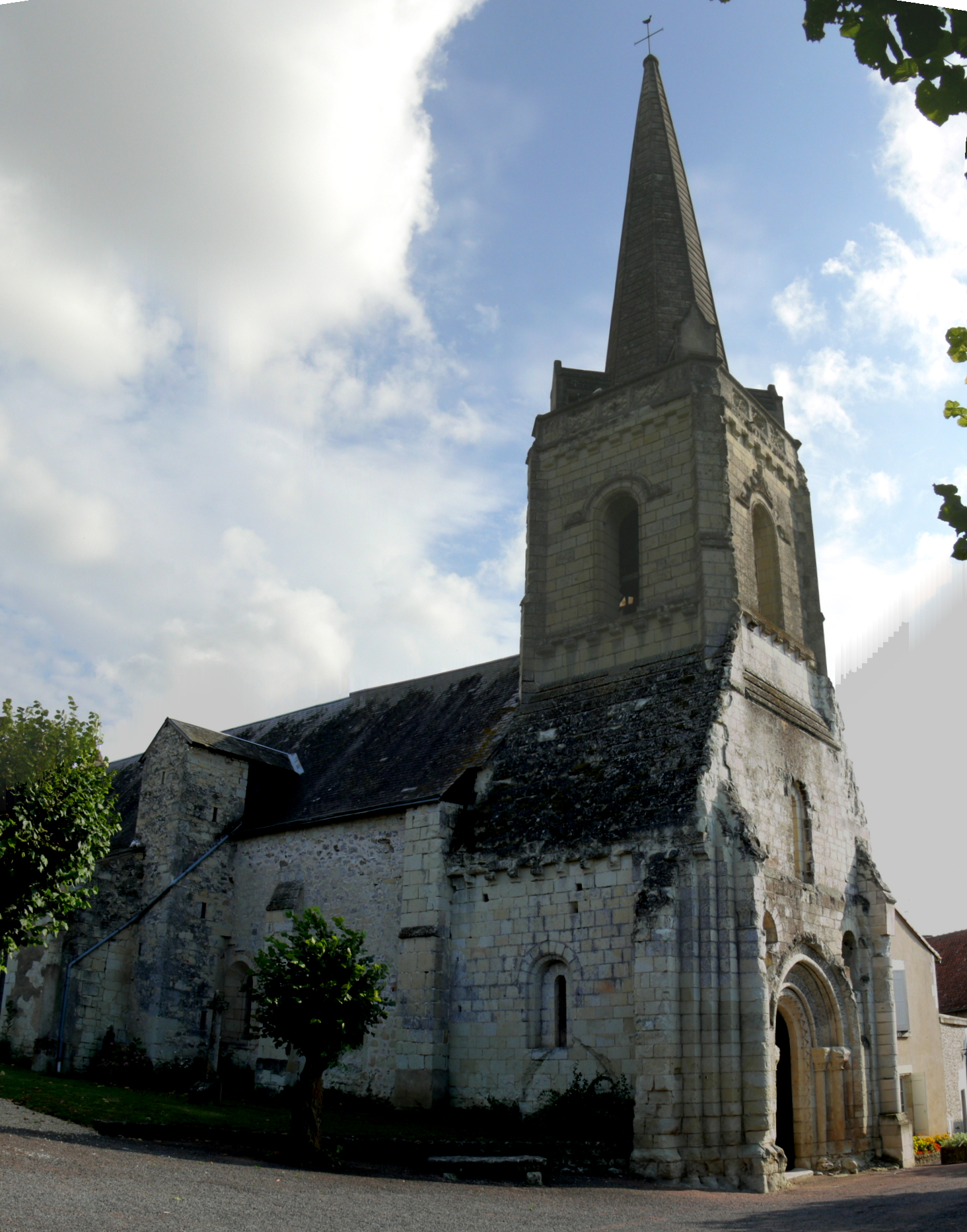
Kirche Saint-Rémi